# Natan Sznaider

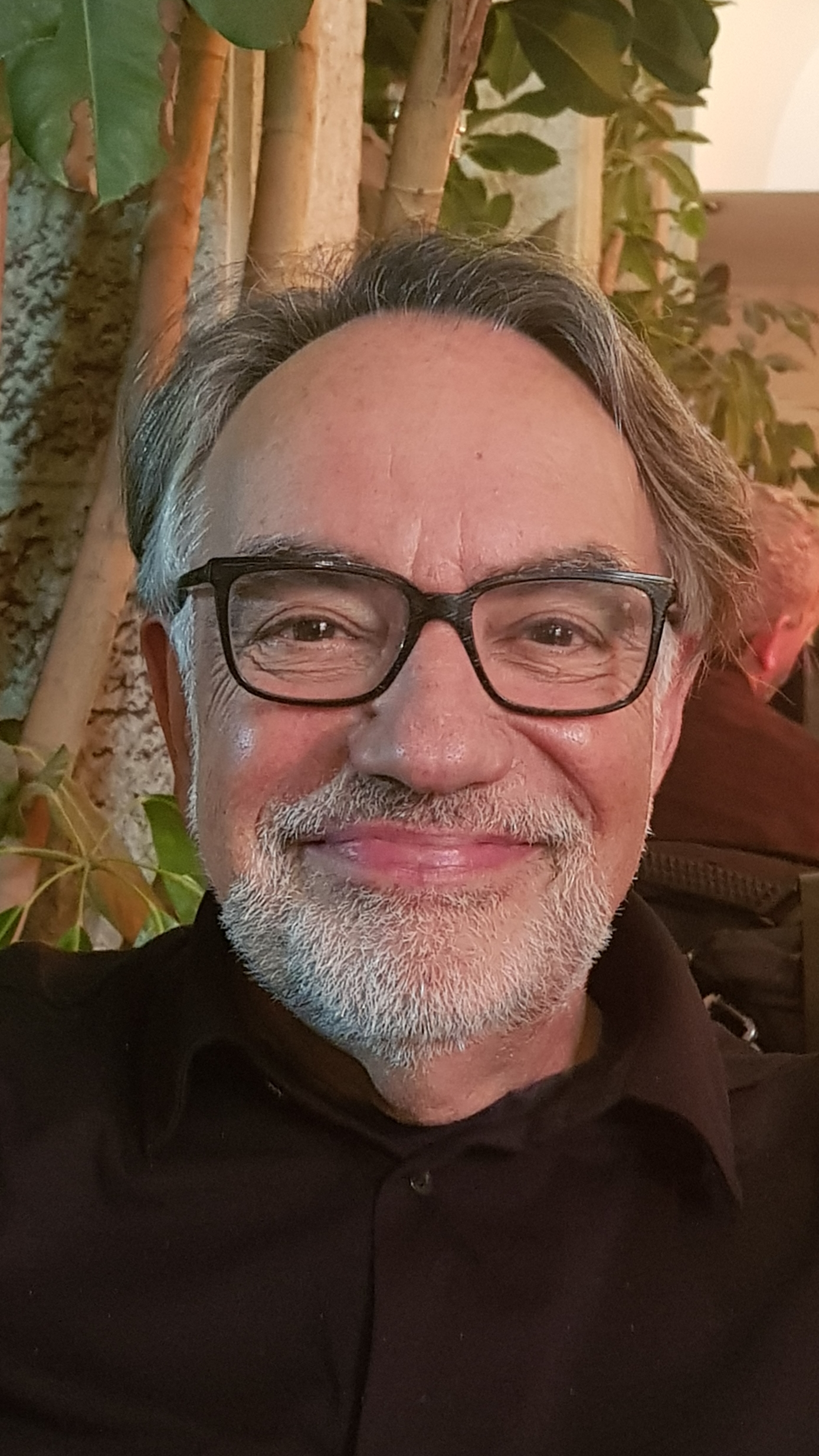
Natan Sznaider, 2021

Natan Sznaider (* 6. Oktober 1954 in Mannheim) ist ein israelischer Soziologe. Er lehrte bis 2023 als Professor für Soziologie an der Akademischen Hochschule in Tel Aviv. Sein Thema ist das Verhältnis von Partikularismus und Universalismus, wie es sich für das jüdische Leben nach der Gründung des Staates Israel darstellt. Dies betrifft zwar zuerst das Selbstverständnis des jüdischen Volkes in Israel und in der Diaspora, es prägt aber auch das Bild, mit dem sich die Juden nach dem Holocaust in Form eines neuen Antisemitismus konfrontiert sehen. Sznaider hat die heterogenen Gesellschaften Israels porträtiert, die Gegenwart von Holocaust und Kolonialismus als Komplex der Ambivalenz ins Bewusstsein gerückt und zuletzt die jüdische Wunde, die in der Falle der Assimilation ihren Grund hat, dargelegt.

## Leben
Natan Sznaider wurde 1954 in Mannheim als Kind von aus Polen stammenden staatenlosen Überlebenden der Shoah geboren. Im Alter von 20 Jahren ging er nach Israel und arbeitete zunächst in verschiedenen Kibbuzim. Im August 1993 heiratete Sznaider eine israelische Historikerin, im Jahr darauf wurde ihre gemeinsame Tochter geboren.

## Akademische Karriere
Natan Sznaider begann 1977 an der Universität Tel Aviv Soziologie, Psychologie, Geschichte und Philosophie zu studieren. 1984 wechselte er an die Columbia University in New York City, wo er 1992 mit der Arbeit Die Sozialgeschichte von Mitleid promovierte. Im selben Jahr begann er für das Leo Baeck Institut in Berlin zu arbeiten.
Er unterrichtete an der Columbia-Universität, an der Hebräischen Universität in Jerusalem, der LMU München und lehrte seit 1994, zunächst als außerordentlicher Professor für Soziologie an der Akademischen Hochschule in Tel Aviv, wo er von 1996 bis 2023 den Lehrstuhl für Soziologie innehatte und „Soziologie des Holocaust“ unterrichtete. Schwerpunkte seiner Forschungen sind Kultursoziologie, Politische Theorie, Hannah Arendt, Globalisierung, Kosmopolitismus, Erinnerung und Shoah. In mehreren Büchern und Essays lotet Sznaider die jüdische politische Theorie von Hannah Arendt aus.
Zusammen mit Daniel Levy prägte er die Begriffe des kosmopolitischen Gedächtnisses und der kosmopolitischen Erinnerung. Mit Alejandro Baer untersuchte er eine Ethik des Nie Wieder im spanischen und argentinischen Kontext.
In seinem 2022 erschienenen Buch Fluchtpunkte der Erinnerung: Über die Gegenwart von Holocaust und Kolonialismus begibt sich Sznaider auf die Suche nach einem erinnerungspolitischen und soziologischen Narrativ, dessen Ausgangsfrage lautet: Ist es und wird es möglich, der Opfer des Holocaust und des Kolonialismus zu gedenken, ohne Geschichte zu relativieren?
Natan Sznaider war 2022 auf Einladung von Michael Brenner (LMU) Visiting Fellow am Center for Advanced Studies der LMU München (CAS). 2023 forschte Natan Sznaider als Senior Fellow am IFK in Wien. 2024 war Sznaider als Gastforscher am Hamburg Institute for Advanced Study.
2024 wurde ihm der Friedenspreis der Geschwister Korn und Gerstenmann-Stiftung zugesprochen. Eine gekürzte Fassung seiner Rede wurde in der Süddeutschen Zeitung veröffentlicht.

### Monographien
- Über das Mitleid im Kapitalismus. Bibliothek der Provinz, Wien/Linz/Weitra/München 2000, ISBN 3-901862-08-0.
- The Compassionate Temperament: Care and Cruelty in Modern Society. Rowman & Littlefield, Lanham, Maryland, USA 2001, ISBN 0-8476-9556-5.
- mit Daniel Levy: Erinnerungen im globalen Zeitalter: Der Holocaust. 2001. (aktualisierte Neuauflage: Suhrkamp Verlag, Frankfurt am Main 2007, ISBN 978-3-518-45870-9)
  - in englischer Sprache: The Holocaust and Memory in the Global Age. Temple University Press 2006, ISBN 1-59213-276-6.
- Gedächtnisraum Europa. Die Visionen des europäischen Kosmopolitismus. Eine jüdische Perspektive. Transcript Verlag, Bielefeld 2008, ISBN 978-3-89942-692-2.
- mit Daniel Levy: Human Rights and Memory. Pennsylvania State University Press, 2010, ISBN 978-0-271-03738-7.
- Jewish Memory and the Cosmopolitan Order. Polity Press, Cambridge 2011, ISBN 978-0-7456-4796-8.
- mit Doron Rabinovici: Herzl relo@ded – Kein Märchen. Suhrkamp, Berlin 2016, ISBN 978-3-633-54276-5.
- mit Alejandro Baer: Memory and Forgetting in the Post-Holocaust Era: The Ethics of Never Again. Routledge, London/New York 2017, ISBN 978-1-4724-4894-1.
- Gesellschaften in Israel – Eine Einführung in zehn Bildern. Suhrkamp, Berlin 2017, ISBN 978-3-633-54285-7.
- Politik des Mitgefühls. Die Vermarktung der Gefühle in der Demokratie. Beltz Juventa, Weinheim/Basel 2021, ISBN 978-3-7799-6247-2.
- Fluchtpunkte der Erinnerung. Über die Gegenwart von Holocaust und Kolonialismus. (Nominiert für den Deutschen Sachbuchpreis 2022 und nominiert für den Tractatus-Preis 2022)[10][11]. Hanser, München 2022, ISBN 978-3-446-27296-5.
  - Französische Übersetzung mit Vorwort: Mémoires en conflit. Points de fuite de l'Holocauste et du colonialisme. Maison des sciences de l'homme, Paris 2025. Übersetzt von: Pierre Rusch. ISBN 978-2-7351-2955-3.
- mit Navid Kermani: Israel. Eine Korrespondenz. Hanser, München 2023, ISBN 978-3-446-28070-0.
- Die jüdische Wunde. Leben zwischen Anpassung und Autonomie. Hanser, München 2024, ISBN 978-3-446-28131-8.

### Herausgegebene Bücher
- mit Ulrich Beck und Rainer Winter: Globales Amerika? Die kulturellen Folgen der Globalisierung. Transcript Verlag, Bielefeld 2003, ISBN 3-89942-172-8.
- mit Ulrich Speck: Empire Amerika. Perspektiven einer neuen Weltordnung. Deutsche Verlags-Anstalt 2003, ISBN 3-421-05798-2.
- mit Doron Rabinovici und Ulrich Speck: Neuer Antisemitismus? Eine globale Debatte. Suhrkamp, Frankfurt am Main 2004, ISBN 3-518-12386-6.
- mit Christian Heilbronn und Doron Rabinovici: Neuer Antisemitismus? Fortsetzung einer globalen Debatte. Suhrkamp, Berlin 2019, ISBN 978-3-518-12740-7.
- mit Angelika Poferl: Ulrich Becks kosmopolitisches Projekt. Nomos 2004, ISBN 3-8329-0654-1 (Zweite erweiterte Auflage: Nomos, 2020, ISBN 978-3-8487-4960-7).
- mit Doron Kiesel und Olaf Zimmermann: Die Auseinandersetzung mit der Geschichte ist nie abgeschlossen: 75 Jahre nach der Befreiung von Auschwitz. Initiative kulturelle Integration c/o Deutscher Kulturrat e. V., Berlin 2021, ISBN 978-3-947308-30-9.
- mit Doron Kiesel und Olaf Zimmermann: Medienbild im Wandel. Jüdinnen und Juden in Deutschland; Dokumentation des Thementags der Initiative kulturelle Integration. Initiative kulturelle Integration c/o Deutscher Kulturrat e. V., Berlin 2022, ISBN 978-3-947308-48-4.

### Theaterstücke
- mit Heinz Bude und Karin Wieland: Niemandes Schwester

### Aufsätze in Sammelbänden (Auswahl)
- „Sind gerettet. Wohnen 317 West 95 = Hannah“. Nachwort. In: Thomas Meyer (Hrsg.): Hannah Arendt. Vorträge und Aufsätze 1941–1950. Piper, München 2025. ISBN 978-3-492-32091-7.
- Antisemitismus: Die Fallen der Definitionen. In: Michael Schmitt (Hrsg.): Antisemitismus in der Akademie. Otto Meyerhof – Ein Forscherleben zwischen Ruhm und Vertreibung. Hentrich & Hentrich Verlag. Berlin/Leipzig 2022, ISBN 978-3-95565-517-4.
- Zivia Lubetkin und Hannah Arendt. Die Beschreibungen des Holocaust in Israel. In: Christian Wiese, Stefan Vogt, Doron Kiesel und Gury Schneider-Ludorff (Hrsg.): Die Zukunft der Erinnerung. Perspektiven des Gedenkens an die Verbrechen des Nationalsozialismus und die Shoah. De Gruyter, Oldenbourg 2021. ISBN 978-3-11-071056-4.
- Antisemitismus und Moderne. In: Martin Jander und Anetta Kahane (Hrsg.): Gesichter der Antimoderne. Gefährdungen demokratischer Kultur in der Bundesrepublik Deutschland. Nomos, Baden-Baden 2020, ISBN 978-3-8487-6157-9.
- mit Daniel Levy: Cosmopolitan Memory and Human Rights. In: Maria Rovisco und Magdalena Nowicka (Hrsg.): The Ashgate Research Companion to Cosmopolitanism. Ashgate Publishing, Farnham 2011. ISBN 978-0-7546-7799-4.

### Artikel in Zeitschriften (Auswahl)
- Vom Wehrbürger zum Einkaufsbürger: Nationalismus und Konsum in Israel. In: Soziale Welt 1998, 49(1): 43-56.
- Hannah Arendt and the Sociology of Antisemitism. In: Österreichische Zeitschrift für Politikwissenschaft 2010, 39(4): 421-434.
- mit Ulrich Beck: Unpacking Cosmopolitanism for the Social Sciences: A Research Agenda. In: British Journal of Sociology 2010, 61(1): 381-403.
- mit Ulrich Beck: Self-Limitation of Modernity? The Theory of Reflexive Taboos. In: Theory and Society 2011, 40 (4): 417-436.
- The Other Frankfurt School. In: Distinktion: Journal of Social Theory 2019, 20(2): 222-230.
- Antisemitismus zwischen Schwertern und Pflugscharen. In: Aus Politik und Zeitgeschichte, 19. Juni 2020.[12]
- mit Alejandro Baer: Ghosts of the Holocaust in Franco’s Mass Graves: Cosmopolitan Memories and the Politics of “Never Again”. In: Memory Studies 2015, 8(3): 328-344.
- Ulrich Beck and Classical Sociological Theory. In: Journal of Classical Sociology 2015, 15(2): 1-6.
- mit Navid Kermani: »Überlegen, was hilft«. Gespräch über die Lage nach dem 7. Oktober. Moderiert von Kristin Helberg. In: Merkur: Deutsche Zeitschrift für europäisches Denken, September 2024, 78. Jahrgang, Heft 904: 5-24.
- Juden und Israel: Gibt es eine innerjüdische Perspektive? In: Aufbau: Das jüdische Monatsmagazin, 30. Mai 2025, 92. Jahrgang, Ausgabe 04.
- Die Welt vor Gaza: Normalität und Gewalt. In: Merkur: Deutsche Zeitschrift für europäisches Denken, Juni 2025, 79. Jahrgang, Heft 913: 18-28.

### Essays und Interviews in Tages- und Wochenzeitungen und Nachrichtenmagazinen (Auswahl)
- Debatte um den Intellektuellen Achille Mbembe verläuft nach Drehbuch, in: Der Tagesspiegel, 17. Mai 2020.[13]
- Antisemitismus: „Juden werden als weiße europäische Kolonialisten wahrgenommen“, in: Frankfurter Rundschau – Interview Harry Nutt, 13. Juni 2022 (Druckausgabe vom 14. Juni 2022).[14]
- Der Zeitgeist gefällt sich in seiner Weltoffenheit, in: Die ZEIT, 23. Juni 2022.[15]
- Der Spiegel, Soziologe zur Documenta-Debatte „Wir Juden sind ein Störfaktor“, vom 23. Juli 2022, Ein Interview von Ulrike Knöfel und Tobias Rapp.[16]
- Der reine Hass, kein Widerstand, in: Frankfurter Allgemeine Zeitung, 17. Oktober 2023.[17]
- Zur Lüge der Linken. Krieg in Nahost, in: Süddeutsche Zeitung, 24. Oktober 2023 (Druckausgabe 25. Oktober 2023).[18]
- Nur die Verzweiflung kann uns retten, in: Der Spiegel, Nr. 48/2023, 25. November 2023.[19]
- Lass uns reden, Freund. Navid Kermani und Natan Sznaider sind in Sachen Nahost absolut nicht einer Meinung – aber es eint sie eine Überzeugung. Wie man gut streitet. Gastbeitrag von Navid Kermani und Natan Sznaider, in: Süddeutsche Zeitung, 27. Februar 2024 (Druckausgabe 28. Februar 2024).[20]
- Alles fließt. Reportagen von Gabriele Tergit, in Süddeutsche Zeitung, 7. November 2024 (Druckausgabe 8. November 2024).[21]
- Menschlichkeit in finsteren Zeiten. Vor 100 Jahren wurde der Kunstbegriff „Neue Sachlichkeit“ geprägt. Warum uns dieser Stil das unsentimentale Klarsehen lehrt, in Süddeutsche Zeitung, 16. Januar 2025 (Druckausgabe 17. Januar 2025).[22]
- Ein souveränes Israel braucht vor Omri Boehm keine Angst zu haben, in: Spiegel Online, 8. April 2025.[23]
- mit Navid Kermani: Leben – oder nur überleben? Nahostkonflikt, in: Süddeutsche Zeitung, 28. April 2025 (Druckausgabe 29. April 2025).[24]